# 주현미
주현미(周炫美, 1961년 11월 5일 ~ )는 대한민국의 트로트 가수이다. 약사 출신 가수로, 대표곡으로는 《비내리는 영동교》, 《잠깐만》, 《또 만났네요》 등이 있다.

## 생애
주현미는 중국 산동성 연태시 모평현 출신 주금부와 전북 김제시 출신 정옥선 사이에 광주에서 태어난 4남매 중 장녀로 중국인 혼혈 3세이다. 이름의 중국어(한어) 발음은 저우쉬안메이(병음: Zhōu Xuànměi)이다. 그녀의 정식 가수 데뷔곡은 《비내리는 영동교》이다.
아버지 주금부는 한의사(중의사)였기 때문에 중국과 한국을 오가며 한약재 사업을 하였고, 자연스레 의학에 관한 학문을 접했다.
초등학교 5학년때인 1972년에 아버지의 지인인 작곡가 정종택에게 노래 레슨을 받다 정종택의 제의에 의해 처음으로 기념음반 《고향의 품에》(1976년 발표 전곡 작사/작곡:정종택)를 녹음했으며 1980년, 중앙대학교에 다닐 무렵 MBC 《강변가요제》에 약대 음악 그룹 (진생라딕스)의 보컬로 출전하여 입상하였다.
1984년, 약대를 졸업하고 약사면허증을 취득하였으며 서울 중구 필동에서 한울약국을 개업하여 약사로 활동하기 시작했다. 약사로 개업할 당시 고객에게 주로 민간요법을 처방하여 그다지 수입을 거두지 못했다고 한다.
약사로 일하던 당시 작곡가 정종택의 권유로 작곡가 김준규와 함께 메들리 음반 《쌍쌍파티》를 녹음하고 쌍쌍파티의 히트로 전국적으로 유명해졌다. 이를 계기로 1985년에 데뷔곡 《비내리는 영동교》(정은이/남국인/김용년 편)를 머릿곡(타이틀 곡)으로 하는 정규 1집 앨범을 발표하고 정식으로 가수에 데뷔하며 국내 최초 약사 가수로 화제를 모았다. 당시 가수의 직업이 오래가지 못할 것으로 판단하여 데뷔 후에도 약 9개월간은 자신의 약국을 운영했다.
첫 앨범의 타이틀 곡 〈비내리는 영동교〉가 처음으로 대중들에게 좋은 반응을 얻어 신인상까지 받았고 1986년 〈눈물의 부르스〉 (정은이/남국인/김용년 편), 1988년 〈신사동 그 사람〉(정은이/남국인/김용년 편) 이 연달아 히트하면서 10대 가수상과 최우수 가수상을 차지하며 정통 트로트 가수로 자리매김하게 되었다. 이후 1980년대 대한민국 가요계를 대표하는 여자가수로 등극하여 김수희, 심수봉과 함께 당시 여성 트로트계의 빅3로 불리면서 무대에서 공연을 펼쳤으며 여러 앨범을 제작하는데 참여하기도 했다.
1986년에 발표된 4집에서는 〈탄금대 사연〉 (이병환/백봉), 〈월악산〉 (이종학/백봉)이 히트되었는데 〈탄금대 사연〉은 B1A4의 멤버 진영의 외할아버지인 이병환이 작사했고 백봉 선생이 작곡했다. 월악산이란 곡도 백봉이 작곡했는데 1984년 MBC 차인태 아나운서가 진행하던 《차인태의 아침살롱》이란 프로그램에서 월악산 정상에서 촬영을 하여 노래를 직접 들려주며 소개된 것을 본인 앨범에 수록한 곡이다.
1988년 2월 14일에 조용필과 위대한 탄생의 기타리스트이자 락그룹 엑시트의 보컬이었던 임동신과 결혼하였고 1989년에야 비로소 중화민국에서 대한민국으로 국적을 변경하였다. 결혼 후 더욱 승승장구하여 결혼식을 올린 1988년에 「KBS 가요대상」을 비롯한 주요 가요부문 상들을 휩쓸면서 1990년, 아시아 가수로서 처음으로 국제가요제연맹(FIDOF)에서 시상하는「디스턴트어코스」상을 수상하였다.
1990년에는 〈잠깐만〉을 발표하였다. 양수경의 3집 수록곡인 《당신은 어디있나요》는 원래 김범룡이 주현미를 위해 만든 타이틀 곡이었지만 주현미가 〈잠깐만〉을 타이틀곡으로 선정하자 김범룡이 곡을 다시 가져갔고 그 과정에서 양수경의 강력 요구로 양수경의 노래가 됐다. 이 과정에서 트로트 스타일이었던 곡을 양수경의 발라드 타입(슬픈 노래)으로 바꿨다.
1990년대 락, 발라드라는 장르가 대한민국 대중가요를 강타하기 시작하면서 정통 트로트를 부르던 가수들은 시련에 부딪혔다. 주현미도 이 시기에 〈추억으로 가는 당신〉 (이호섭/임기석(임동신)/정경천 편) , 〈또 만났네요〉(이건우/김영광/김광석 편)가 대중들 사이에서 널리 알려지기는 했으나 이후 점점 공황 상태에 빠지게 되어 활동 비중이 줄었다.
1991에 발표한 11집에서는 1989년 〈짝사랑〉 (이호섭/김영광/정경천 편) , 1990년 〈잠깐만〉 (이호섭/김영광/최춘호 편)을 작사한 작곡가 이호섭이 전곡을 작사하였는데 그중 〈추억으로 가는 당신〉이 히트했는데 이곡은 이호섭이 작사하고 남편이자 매니저, 프로듀서였던 임동신이 임기석이란 이름으로 작곡한 곡이다.
1993년에는 본격적으로 일본 음반사와 계약을 맺어 일본에도 진출하였다.
잠시 활동이 주춤하던 1994년, '에이즈에 걸렸다, 사망했다.'는 소문이 언론에 퍼졌다. 그 사건에 대해서 "둘째 아이를 낳고 7년 동안 음반 활동을 하지 않았다. 아이들을 키우느라 청계산 쪽 전원주택에서 생활했었는데, 그런 소문이 돈 것 같았다"고 해명했다. 활동을 안 한 것이 음반을 내지 않았을뿐 자료를 찾아보면 7년간 가요무대나 여러 방송 프로그램과 일반 공연 같은 것에도 꾸준히 참석해 여러 노래를 불렀다.
2000년 8월, 《러브레터》를 발표하고 가요계에 복귀하여 다시금 트로트 가수로 각광받았으며 2003년에 〈정말 좋았네〉(윤정/정환)를 히트시켰다. 또한 이듬해 8월에는 KBS가 평양 모란봉에서 녹화한 《전국노래자랑》 평양 편 (= 평양노래자랑)에 남측 가수 대표로 가수 송대관과 함께 출연하기도 하였다.
주현미는 대한민국에서 이미자, 김연자, 김용임, 문희옥 등 정통 트로트를 고수하는 몇 안되는 가수로 알려져 있으나, 최근에는 다양한 음악 장르를 소화하는 후배들과의 음악적인 교류도 활발하다. 듀엣곡으로는 케빈육과 함께 부른〈사랑이 무량하오〉(양인자/김희갑)가 있다. 2008년에 조PD, 작곡가 윤일상과 함께 힙합, 트로트를 조합시켜 발표한 〈사랑한다〉 (조 PD/윤일상)가 인기를 얻었으며 2009년에는 소녀시대 서현과 함께 〈짜라자짜〉 (김도훈, 황성진/김도훈)라는 세미 트로트곡을 발표하기도 해 화제가 되었다. 2010년부터 KBS 해피FM 《주현미의 러브레터》의 MC로 활동하고 있다.

## 가족 관계
- 배우자는 《조용필과 위대한 탄생》의 락 보컬 출신의 기타리스트 임동신이다.
- 조카는 2008년, 〈사랑의 싸인〉으로 데뷔한 가수 달짜 (본명: 임선영)이다.
- 아들은 임준혁으로 미국 버클리 음대에서 공부하고 왔다.
- 딸은 임수연으로 가수다.

## 음반
- 2022년 싱글 《윤중로 연가》
- 2022년 다큐 OST 싱글 《미시령(그여자)》
- 2021년 주현미&필윤 Jazz Project 앨범 《Wind from Cuba/ 비내리는 영동교/ 흐린 비/ 울면서 후회하네/ Yo, Como Esta/ Love Letter/ 바다와 푸른 밤/ 신사동 그사람》
- 2021년 듀엣곡 《사랑만 해도 모자라》김수찬
- 2020년 20집 《여인의 눈물/ 꽃피는 청계산/ 세 번의 사랑/ 상심/ 돌아오지 마세요/ 물망초 사연/ 길/ 그대와 차차차/ 금동아 은동아/ 바람이 되어/ 그 여자, 그 남자/ 천일홍》
- 2019년 KBS 세상에서 제일 예쁜 내 딸 OST 《야래향/ 석양에 띄우는 편지》
- 2018년 싱글 《여정》
- 2018년 MBC 부잣집 아들 OST 《그대를 불러 봅니다》
- 2015년 주현미 향토가요 《소백산》
- 2014년 주현미 30th ANNIVERSARY ALBUM 《빗속에서/최고의 사랑》
- 2013년 tvN 꽃보다 할배 OST 《2013 대지의 항구》
- 2011년 주현미의 러브레터 프로젝트 음반 《내일 가면 안되나요/ 여백》
- 2006년 17집 《어허라 사랑/ 달아달아》
- 2003년 16집 《정말 좋았네/ 사랑가》
- 2000년 15집 《러브레터 (Love Letter)/ 없었던 일로 해요》
- 1996년 싱글 《인생유정/ 첫사랑》
- 1993년 14집 《첫사랑/ 정으로 사는 세상》
- 1992년 13집 《또 만났네요/ 애인》
- 1991년 12집 《사랑이야기/ 추억으로 가는 당신》
- 1990년 11집 《잠깐만/ 단심》
- 1989년 10집 《짝사랑/ 추억속에서》
- 1988년 9집 《신사동 그 사람/ 스카이 라운지에서/ 다시 보고 또 보고/ 비에 젖은 터미널》
- 1986년 8집 《내가 왜 웁니까/ 눈물의 부르스》
- 1986년 7집 《첫 정/ 태평무》
- 1986년 6집 《빗물이야/ 연인들의 돛단배》
- 1986년 5집 《탄금대 사연/ 월악산》
- 1985년 4집 《울면서 후회하네/ 빗물이야》
- 1985년 3집 《잊어야지/ 때로는 그리움이》
- 1985년 2집 《님아 가지말아요/ 월미도를 아시나요》
- 1985년 1집 《비내리는 영동교/ 길면 3년 짧으면 1년》
- 1984년 메들리 음반 《쌍쌍파티 1~5집》
- 1976년 기념음반 《고향의 품에/어제와 오늘》 - 가수로 공식 데뷔한 것이 아니라 주현미의 노래 실력을 인정하신 아버지의 권유로 15세 때 사촌동생과 같이 오아시스 레코드에서 일종의 연습생을 하면서 작곡가 정종택과 함께 기념음반을 낸 것이다.

## 출연작
방송
- 1986년 MBC《쇼 내고향 큰잔치》
- 1987년 MBC 《12시 올스타 쇼》
- 1987년 MBC 《토요일! 토요일은 즐거워》
- 1988년 MBC 《화요일에 만나요》
- 1989년 MBC 《세상사는 이야기》
- 1989년 KBS2 《자니 윤 쇼》
- 1989.02.12 MBC 《가요초대석》
- 1989년 KBS2 《사랑방중계》
- 1990년 MBC  《밤의 가요쇼》
- 1990년 MBC 《사랑의 퀴즈》
- 1990년 KBS2 《가족오락관》
- 1992년 MBC 《나의 노래 나의 인생》
- 1992년 SBS 《주부만세》
- 1992년 KBS2 《밤으로 가는 쇼》
- 1992년 KBS2 《신혼은 아름다워》
- 1994년 KBS2 《밤과 음악 사이》
- 1994년 SBS 《집중 여섯명의 여자》
- 1994년 SBS 《스타 서울스타》
- 1994년 SBS 《스타와 이밤을》
- 1996년 MBC 《가고픈 고향, 그리운 고향》
- 1996년 SBS 《이주일의 투나잇 쇼》
- 1996년 SBS 《우리는 여고동창》
- 1997년 SBS 《굿 나이트 쇼》
- 1997년 SBS 《좋은 아침》
- 1998년 KBS1 《사랑의 리퀘스트》
- 1998년 KBS2 《스타스페셜 나의 노래》
- 1999년 KBS1 《아침마당》
- 2010년 SBS 《스토리쇼》
- 2011년 KBS2 《불후의 명곡 - 전설을 노래하다》
- 2012년 KBS2 《이야기쇼 두드림》
- 2012년 TV조선 《토크쇼 노코멘트》
- 2012년 JTBC 《박경림의 오! 해피데이》
- 2013년 JTBC 《히든싱어》
- 2013년 JTBC 《효재의 정원》
- 2013년 6월 23일 KBS 1TV 《강연 100℃》 - 49회
  - 강연주제 : 아버지의 선물
  - 공감온도 : 97℃
- 2014년 채널A 《광화문 콘서트》
- 2014년 KBS2 《밀리언셀러》 - 국민사연 노래가수
- 2014년 MBC 《별바라기》
- 2015년 KBS2 《후계자》
- 2017년 KBS2 《유희열의 스케치북》
- 2018년 MBC 에브리원 《비디오스타》
- 2020년 TV조선 《내일은 미스터트롯》
- 2020년 SBS 《트롯신이 떴다》
- 2020년 MBN 《인생앨범-예스터데이》
- 2020년 KBS2 《트롯 전국체전》
- 2021년 KBS2 《수미산장》 - 8회
- 2023년 tvN 《벌거벗은 한국사》
- 2023년 MBN 《현역가왕》
- 2023년 tvN STORY  《회장님네 사람들》

라디오
- 2010년 ~ 2016년, 2020년 ~ 현재 KBS 제2라디오 《주현미의 러브레터》 - 진행

드라마
- 2019년 KBS 2TV 주말연속극 《세상에서 제일 예쁜 내 딸》 - 왕웨이 역 (특별출연)

광고
- 1995년 스타 녹즙기
- 1994년 코웨이 정수기 (With. 이순재)
- 1993년 한독 미아리산 아이지
- 1992년 코웨이 정수기
- 1990년 LG생활건강 하모니 섬유
- 1989년 빙그레 (라면 세대, 매운맛 이라면, 우리집 라면 등)

## 수상
- 2020년 제1회 트롯어워즈 트롯 100년 가왕상
- 2014년 제6회 서울 석세스 대상 문화부문 문화대상
- 2012년 제12회 대한민국 전통가요대상 여자 7대가수상
- 2011년 제1회 대한민국 다문화예술대상 10대 예술인상
- 2010년 제1회 대한민국 문화예술상 대통령상
- 2001년 제21회 KBS 가요대상 올해의 가수상
- 2000년 제20회 KBS 가요대상 올해의 가수상
- 2000년 제7회 대한민국 연예예술대상 전통가요가수상
- 1996년 제3회 대한민국 연예예술대상 전통가요가수상
- 1995년 한국연예협회 선행연예인 문화체육부장관 표창
- 1992년 MBC 10대 가수상
- 1991년 MBC 10대 가수상
- 1990년 MBC 10대 가수상
- 1990년 국제가요제연맹(FIDOF) 디스턴드 어코드상
- 1990년 제17회 한국방송대상 여자가수상
- 1990년 제5회 골든 디스크 본상
- 1989년 MBC 10대 가수상
- 1989년 제4회 골든 디스크 본상
- 1988년 MBC 10대 가수상
- 1988년 제8회 KBS 가요대상 대상
- 1988년 제3회 골든 디스크 대상
- 1987년 제7회 KBS 가요대상 인기상
- 1987년 제2회 골든 디스크 본상
- 1986년 MBC 10대 가수상
- 1986년 제23회 백상예술대상 TV부문 주제가상
- 1986년 제1회 골든 디스크 본상
- 1985년 MBC 10대 가수 가요제 여자신인가수상
- 1985년 KBS 가요대상 여자신인가수상
- 1981년 제2회 MBC 강변가요제 장려상 (진생라딕스 보컬)

## 기타
- 연예인 봉사 단체 《한마음회》 회원 (現)
- 문화 복지 사단법인 《열린 문화》출범 발기인 겸 홍보 위원 (2004년 3월 5일)
- 충청남도 청양군 명예 시민 및 청양 고추 홍보 대사 위촉 (2008년 4월)
- 경북 적십자사 홍보 대사 위촉 (2008년 12월)